# Рудник Кокс-Крусейдер
Рудник Кокс-Крусейдер (Cox-Crusader) — колишній гірничодобувний майданчик на заході Австралії. Одна з копалень на золоторудному полі Лавлерс/Егню.
Родовище золота Кокс виявила у 1986 році компанія Asarco Australia, яка вже у 1987 році почала його розробку спільно з Forsayth Mining NL. Роботи велись відкритим спсосбом та привели до вилучення 177 тисяч тонн руди з середнім вмістом золота 5,6 грама на тонну.
Північне продовження родовища, відоме як Крусейдер, розташовувалось вже на гірничому відводі компанії Western Mining Corporation. У 1994-му остання узялась за облаштування тут транспортного ухилу для підземної розробки, яка у підсумку дала можливість вилучити 1,3 млн тонн руди та 11,6 тонни золота.